# Canadian Medical Hall of Fame
Die Canadian Medical Hall of Fame (etwa ‚kanadische Ruhmeshalle der Medizin‘, französisch Le Temple de la renommée médicale canadienne) ist eine Ruhmeshalle in London, Ontario in Kanada. Sie zeichnet seit 1994 lebende und verstorbene Kanadier aus, die sich in besonderem Maße um die Gesundheit verdient gemacht haben. Nach eigenen Angaben ist sie weltweit die einzige nationale Ruhmeshalle auf dem Gebiet der Medizin.
Die Organisation arbeitet mit der Canadian Medical Association, dem Royal College of Physicians and Surgeons of Canada und dem College of Family Physicians of Canada zusammen. Sie betreibt eine Ausstellung in London, Ontario, veranstaltet (annähernd) jährlich eine Feier zur Aufnahme neuer Mitglieder und führt Bildungsveranstaltungen für Schüler und Studenten durch.

## Mitglieder
Die Mehrzahl der Ausgezeichneten sind Mediziner. Es finden sich neben einer Astronautin und einer katholischen Heiligen aber auch Sportler, Politiker, Natur- und Geisteswissenschaftler und andere Berufsgruppen wieder.
- 1994: Maude Abbott, Frederick Banting, Charles Herbert Best, John Symonds Lyon Browne, James Bertram Collip, Douglas Harold Copp, Charles George Drake, Jacques Genest, William Osler, Wilder Graves Penfield
- 1995: Henry J. M. Barnett, Bruce Chown, Herbert Jasper, Charles P. Leblond, William Thornton Mustard, Robert Bruce Salter, Michael Smith
- 1997: Charles Thomas Beer, Wilfred Gordon Bigelow, Henri Breault, Wilfred Thomason Grenfell, Pierre Masson, Brenda Milner, Robert Noble, Louis Siminovitch
- 1998: Murray Barr, Norman Bethune, Roberta Bondar, Thomas Douglas, Ray Farquharson, C. Miller Fisher, Claude Fortier, Gustave Gingras, Harold Johns, Heinz E. Lehmann, Maud Menten
- 2000: Bernard Belleau, G. Malcolm Brown, John Evans, Jack Hirsh, Leonora King, David Sackett
- 2001: John E. Bradley, Henry Friesen, William Gallie, Peter Lougheed, Frederick Montizambert, Charles Scriver, Lucille Teasdale-Corti
- 2003: Sainte Marguerite d'Youville, William Feindel, Donald Hebb, Charles Hollenberg, Charles Huggins, J. Fraser Mustard
- 2004: Oswald Avery, John Gerald FitzGerald, Marc Lalonde, Maurice LeClair, Ernest McCulloch, James Till
- 2006: David Hubel, John McEachern, Ian McWhinney, Anthony Pawson, Hans Selye
- 2007: Elizabeth Bagshaw, Félix d'Hérelle, Jean Dussault, Wilbert Keon, Endel Tulving
- 2009: Sylvia O. Fedoruk, Tak Wah Mak, Ronald Melzack, Charles Tator, Mladen Vranic
- 2010: Alan C. Burton, William A. Cochrane, Phil Gold, James C. Hogg, M. Vera Peters, Calvin Stiller
- 2011: Albert Aguayo, John Bienenstock, Paul David, Jonathan Meakins, Allan R. Ronald, Lorne Tyrrell
- 2012: John Dirks, Terry Fox, Armand Frappier, Clarke Fraser, Peter Macklem, John James Rickard Macleod, Lap-Chee Tsui
- 2013: Antoine Hakim, David MacLennan, Arnold Naimark, Claude Roy, Ian Rusted, Bette Stephenson
- 2014: Max Cynader, Adolfo de Bold, Walter Mackenzie, Thomas John Murray, Ronald Worton, Salim Yusuf
- 2015: Alan Bernstein, Judith G. Hall, Bernard Langer, John McCrae, Julio Montaner, Duncan G. Sinclair
- 2016: Michael Bliss, May Cohen, Gordon Guyatt, David Naylor, Charles Tupper, Mark Wainberg
- 2017: Michel G. Bergeron, Michel Chrétien, Richard B. Goldbloom, Emmett Hall, Michael R. Hayden, F. Estelle R. Simons
- 2018: Philip Berger, B. Brett Finlay, Vladimir Hachinski, Balfour Mount, Cheryl Rockman-Greenberg, Emily Stowe
- 2019: G. Brock Chisholm, Naranjan S. Dhalla, James A. Dosman, Jacalyn Duffin, Connie J. Eaves, Rémi Quirion
- 2020: Harvey Max Chochinov, Jean Gray, Jeanne Mance, Marco Marra, Joseph B. Martin, Annette O’Connor
- 2022: John Bell, Thomas A. Dignan, Daniel J. Drucker, David J. A. Jenkins, Jonathan L. Meakins, Noralou P. Roos
- 2023: Stephen Blizzard, Elaine Carty, Carol Herbert, Jean-Lucien Rouleau, Nahum Sonenberg, Samuel Weiss
- 2024: Pieter R. Cullis, John E. Dick, Catherine Hankins, Noni MacDonald, Allison McGeer, Thomas Roddick
- 2025: Nadine Caron, Deborah Cook, Geoffrey T. Fong, Steven Narod, Arthur S. Slutsky, Jennie Trout